# Ancient Wars: Sparta
Ancient Wars: Sparta est un jeu vidéo de stratégie en temps réel (STR) développé par World Forge et publié sur  PC par Playlogic Entertainment le 20 avril 2007. Le joueur peut y incarner un leader d’une des trois civilisations antiques disponibles dans le jeu : les Spartiates, les Égyptiens et les Perses,,.

## Accueil
| Ancient Wars: Sparta |      |       |
| Média                | Pays | Notes |
| GameSpot             | US   | 63 %  |
| Jeuxvideo.com        | FR   | 11/20 |
| Joystick             | FR   | 7/10  |